# Chile nos Jogos Olímpicos de Inverno de 1968
O Chile competiu nos Jogos Olímpicos de Inverno de 1968 em Grenoble, França.